# Haliclona ceratina
Haliclona ceratina är en svampdjursart som först beskrevs av Ridley 1884.  Haliclona ceratina ingår i släktet Haliclona och familjen Chalinidae.
Artens utbredningsområde är Arafurasjön. Inga underarter finns listade i Catalogue of Life.